# Pępawa miękka
Pępawa miękka (Crepis mollis (Jacq.) Asch.) – gatunek rośliny należący do rodziny astrowatych. W Polsce jest rzadka na niżu, lecz częsta w górach, gdzie sięga po piętro alpejskie. Gatunek osiąga w Polsce północną granicę swego zasięgu.

## Morfologia
ŁodygaWzniesiona, owłosiona lub prawie naga, rozgałęziona, o wysokości 30–80 cm.
LiściePodługowate, delikatnie ząbkowane, stępione, owłosione lub nagie.
KwiatyJaskrawożółte, języczkowate. Koszyczki kwiatowe o średnicy 1,5-2,5 cm zebrane w luźną wiechę. Listki okrywy koszyczka są ustawione w dwóch szeregach, przytulone i pokryte krótkimi włoskami.
OwocMa postać pomarańczowej żeberkowanej niełupki.

## Biologia i ekologia
Bylina. Kwitnie od maja do sierpnia. Występuje na wilgotnych łąkach, polanach, zaroślach i halach górskich.